# Florence, Arizona
Florence är en stad (town) i Pinal County, i delstaten Arizona, USA. Enligt United States Census Bureau har staden en folkmängd på 25 517 invånare (2011) och en landarea på 136 km². Florence är administrativ huvudort (county seat) i Pinal County.